# Хосе Фернандо Куадрадо
Хосе Фернандо Куадрадо (ісп. José Fernando Cuadrado, нар. 1 червня 1985, Вальєдупар) — колумбійський футболіст, воротар клубу «Онсе Кальдас».
Виступав, зокрема, за клуб «Мільйонаріос», а також національну збірну Колумбії.

## Клубна кар'єра
Народився 1 червня 1985 року в місті Валледупар. Вихованець футбольної школи клубу «Мільйонаріос». Дорослу футбольну кар'єру розпочав 2005 року в основній команді того ж клубу, в якій провів п'ять сезонів, взявши участь у 70 матчах чемпіонату.
У 2010 році Хосе перейшов в «Депортіво Калі». 28 лютого в матчі проти «Атлетіко Хуніор» він дебютував за новий клуб. За підсумками сезону Хосе став володарем Кубку Колумбії. Кадрадо програв конкуренцію за місце в основі уругвайцю Хуану Кастільо і на початку 2011 року приєднався до «Депортіво Пасто», де провів наступні два сезони.
На початку 2013 року Куадрадо перейшов в «Онсе Кальдас». Станом на 2 червня 2018 року відіграв за команду з Манісалеса 211 матчів в національному чемпіонаті.

## Виступи за збірну
14 листопада 2017 року в товариському матчі проти збірної Китаю Куадрадо дебютував у складі збірної Колумбії.
У складі збірної був учасником чемпіонату світу 2018 року у Росії.

## Досягнення
- Володар Кубка Колумбії: 2010

| Дата        | Місто  | Господарі | Результат | Гості    | Турнір           | Голи | Примітки |
| ----------- | ------ | --------- | --------- | -------- | ---------------- | ---- | -------- |
| 014-11-2017 | Чунцін | КНР       | 0 – 4     | Колумбія | товариський матч | -    |          |
| Усього      |        | Матчів    | 1         |          | Голів            | 0    |          |